# Vladimír Groh

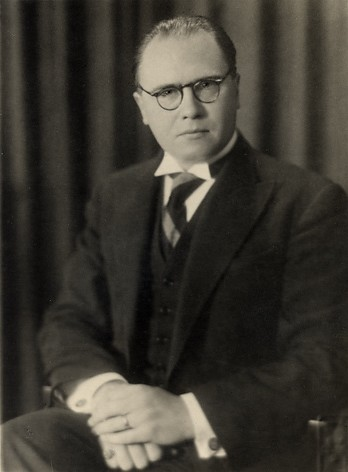
Vladimír Groh (1895–1941)

Vladimír Groh (26. Januar 1895 in Holešov – 30. September 1941 in Brünn) war ein tschechischer Klassischer Philologe und Historiker. Er war Professor für Alte Geschichte an der Masaryk-Universität in Brno und übernahm auch zeitweise eine außerordentliche Professur an der Comenius-Universität in Bratislava. 1936 bis 1937 war er Dekan der Philosophischen Fakultät an der Masaryk-Universität. Vladimír Groh war Widerstandskämpfer und gehörte der Organisation Obrana národa (Verteidigung der Nation) an. 1941 wurde er deswegen verhaftet und hingerichtet.

## Leben
Vladimír Groh war der Sohn von Karel Groh und Jitka Grohová. Nach dem Besuch des Gymnasiums in Brünn (1905–1913) studierte er Klassische Philologie an der Karls-Universität Prag (1913–1919) und danach an der Universität Rom (1919–1920). Er promovierte  am 9. Oktober 1918 an der Karlsuniversität in Prag und habilitierte dort am 25. März 1921. 1918–1926 war Groh Professor an einem Mädchengymnasium in Prag, am staatlichen Gymnasium in Prag und zuletzt wieder an einem Mädchengymnasium in Prag.
Am 10. Juli 1920 heiratete er Marie Roubalová, das Paar hatte einen Sohn, Vladimír.
Im März 1926 wurde er zum Professor für Alte Geschichte an der Masaryk-Universität in Brünn ernannt, von 1934 bis 1939 lehrte er auch als außerordentlicher Professor an der Comenius-Universität in Bratislava. Von 1936 bis 1937 wirkte er als Dekan der Philosophischen Fakultät der Masaryk-Universität. Zu seinen Schwerpunkten gehörte unter anderem die Geschichte des alten Roms und römische Historiographie (das Werk von Titus Livius).

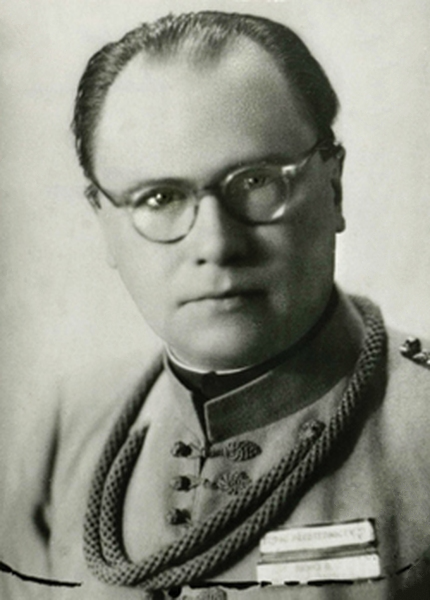
Vladimír Groh (1895–1941) in einer Sokol-Uniform

Vladimír Groh war Mitglied der Königlichen böhmischen Gesellschaft der Wissenschaften (Královská česká společnost nauk), der Vereinigung Matice moravská und Mitglied des tschechoslowakischen Turnbewegung Sokol sowie Ehrenmitglied der Associazione Romana di Archeologia.
Nach der deutschen Besetzung der Tschechoslowakei schloss Groh sich der Widerstandsgruppe Obrana národa an. Am 6. Februar 1941 wurde er deswegen verhaftet und am 30. September 1941 vor einem Kriegsgericht wegen Störung der öffentlichen Sicherheit und Ordnung sowie Vorbereitung zum Hochverrat zum Tode verurteilt. Vladimír Groh wurde noch am selben Tag im Kounicovy koleje, einem Gebäude, das ursprünglich ein Studentenwohnheim war und seit 1940 als Gestapo-Gefängnis und Hinrichtungsstätte diente, hingerichtet. Er wurde eingeäschert, in seiner Heimatstadt befindet sich auf dem dortigen Friedhof ein Kenotaph für ihn.

## Veröffentlichungen
- Státní zřízení římské (Römisches Staatssystem), Jednota českých filologů, Prag 1921
- Řím – studie o jeho počátcích (Rom – Studie über seine Anfänge), Filosofická fakulta univerzity Karlovy, Prag 1923
- Titus Livius. I., Text (Titus Livius. I. Text), Jednota českých filologů, Prag 1924
- Potestas sacrosancta plebejských tribunů (Potestas sacrosancta der Volkstribune), Král. čes. spol. nauk, Prag 1924
- Latium v době praehistorické (Latium in prähistorischer Zeit), Verlag unbekannt, 1924
- Titus Livius. II., Poznámky (Titus Livius II., Anmerkungen), Jednota českých filologů, Prag 1925
- Řečtí filosofové a mystici (Griechische Philosophen und Mystiker), Verlag unbekannt, Prag 1926, Neuauflage Společnost přátel antické kultury / Jednota českých matematiků a fysiků, Prag 1947
- Sofistické hnutí ve starověku (Sophistische Bewegung im Mittelalter), Bohuslav Hendrich, Prag 1927
- Úcta svatováclavská. Pravda a legendy (Achtung zum Heiligen Wenzel. Wahrheit und Legenden), Mor. Legionář, Brünn 1928
- Starý Řím (Altes Rom), Jednota českých filologů, Prag 1931
- Starověk I. Dějiny Blízkého východu a řeckých počátků (Mittelalter I. Geschichte des Nahen Ostens und griechischer Anfänge), Melantrich, Prag 1935
- Život ve starém Římě, Jednota českých filologů, Prag 1936 (mit Neuauflagen 1937, 1939, 1967, 1972)
- [Mitherausgeber] Dopisy Dr. Miroslava Tyrše Ctiboru Helceletovi (Briefe von Dr. MiroslavaTyrš an Ctibor Helcelet), Česká obec sokolská, Prag 1940

## Gedenkstätten

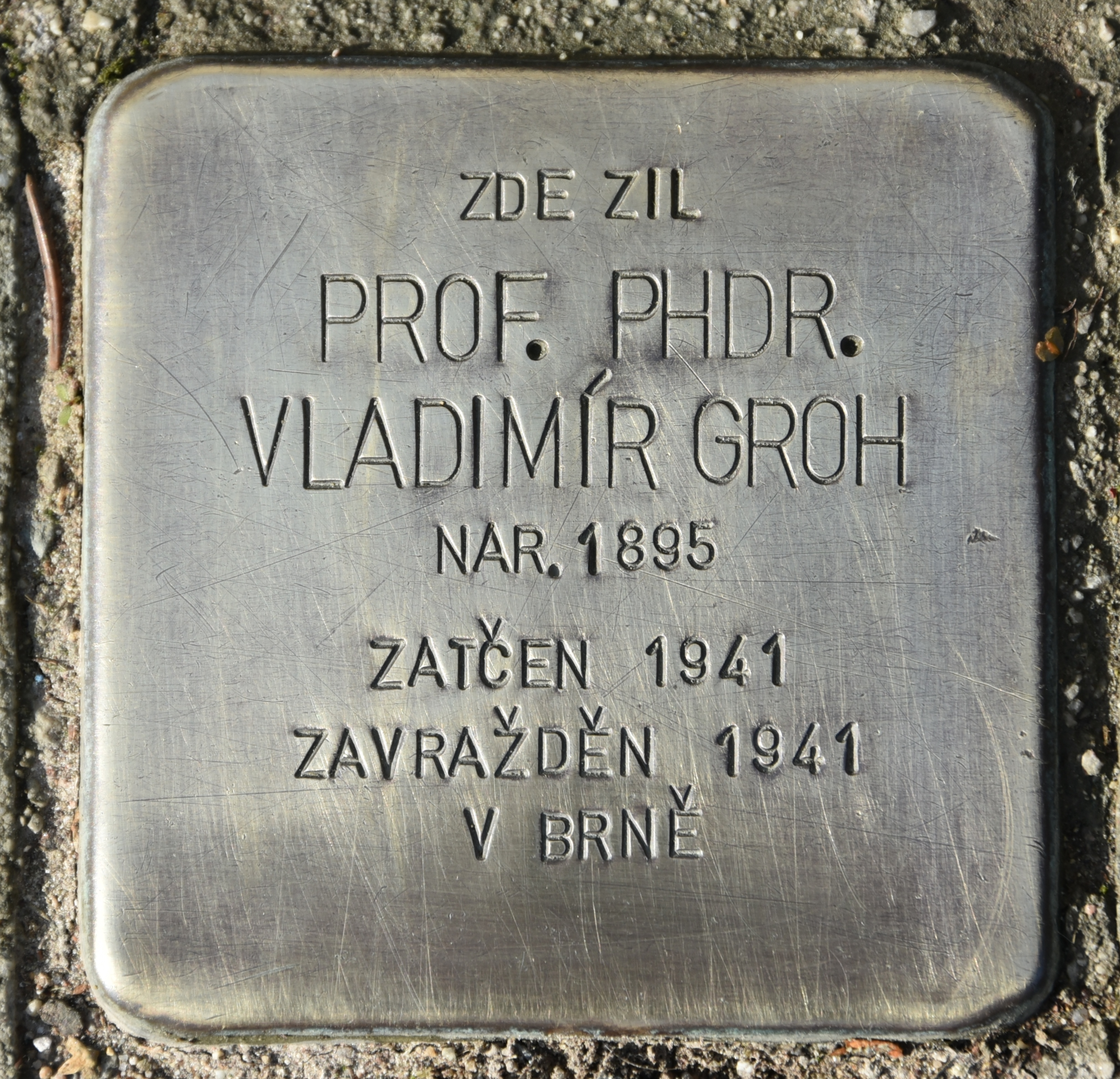
Stolperstein für Vladimír Groh

Gedenktafeln für ihn befinden sich am Michna-Palais in Prag, an seinem Geburtshaus in Holešov und am Gebäude der Philosophischen Fakultät. Seiner gedacht wird auch auf einer Gedenktafel im Gebäude der Sokol Brno I. Des Weiteren wurde am 25. September 1946 eine Straße in Brünn nach ihm benannt (Grohova ul.). In dieser wurde am 19. Juli 2013 ein Stolperstein für ihn verlegt, auf dem folgender Text zu lesen ist:
| ZDE ŽIL PROF. PHDR. VLADIMÍR GROH NAR. 1895 ZATČEN 1941 ZAVRAŽDĚN 1941 V BRNĚ | HIER LEBTE PROF. DR. PHIL. VLADIMÍR GROH GEB. 1895 VERHAFTET 1941 ERMORDET 1941 IN BRÜNN |